# Некрасов Владилен Петрович
Владилен Петрович Некрасов (нар. 17 липня 1934, село Дор-Ваганський, тепер Пречистенського району Ярославської області, Російська Федерація) — український радянський військовий і партійний діяч, член Військової Ради—начальник Політуправління Чорноморського флоту, віце-адмірал. Кандидат в члени ЦК КПУ в 1985—1990 р. Член ЦК КПУ в 1990—1991 р. Народний депутат України 12 (1-го) скликання з березня 1990 року (2-й тур).

## Біографія
Народився у родині службовців. У 1954 — 1958 р. — курсант Військово-морського політичного училища у місті Києві.
У 1958 — 1967 р. — секретар комітету ВЛКСМ ескадреного міноносця «Вдумчивый»; помічник начальника політвідділу з комсомольської роботи з'єднання підводних човнів Тихоокеанського Флоту.
Освіта вища. Закінчив Військово-політичну академію імені Леніна. Член КПРС.
У 1967 — 1974 р. — заступник командира атомного підводного човна з політчастини; заступник начальника, начальник політвідділу 17-ї дивізії атомних підводних човнів Північного флоту.
У 1974 — 1977 р. — начальник відділу пропаганди та агітації—заступник начальника Політуправління Чорноморського флоту. У 1977 — 1981 р. — заступник начальника Політуправління Балтійського флоту.
У 1981 — 1983 р. — член Військової ради—начальник Політвідділу Каспійської військової флотилії.
У 1983 — 1985 р. — начальник Київського вищого військово-морського політичного училища.
У 1985 — 1991 р. — член Військової ради—начальник Політуправління Червонопрапорного Чорноморського флоту.
Потім — у відставці. Одружений, має двоє дітей.

## Звання
- контр-адмірал (1981)
- віце-адмірал

## Нагороди
- орден Червоної Зірки
- орден «За службу Батьківщині у Збройних Силах СРСР» ІІІ ст.
- медалі